# Lotononis tapetiformis
Lotononis tapetiformis är en ärtväxtart som beskrevs av Marie Louis Emberger och René Charles Maire. Lotononis tapetiformis ingår i släktet Lotononis och familjen ärtväxter. IUCN kategoriserar arten globalt som nära hotad. Inga underarter finns listade i Catalogue of Life.